# Calystryma blora
Calystryma blora är en fjärilsart som beskrevs av William D. Field 1967. Calystryma blora ingår i släktet Calystryma och familjen juvelvingar. Inga underarter finns listade i Catalogue of Life.